# استفانی کاکس
استفانی رنه کاکس (Stephanie Renee Cox) با نام اصلی استفانی لوپز (متولد ۳ اوریل ۱۹۸۶) درشهر سان‌خوزه٬ کالیفرنیا است.
او مدافع تیم ملی فوتبال زنان آمریکا و باشگاه بوستون بریکرز(به انگلیسی: Boston Breakers) است.